# Heròdot (historiador romà d'Orient)
Heròdot (en llatí Herodotus, en grec  Ἡρόδοτος) fou un historiador grec, germà de Menandre Protector, que va viure en temps de l'emperador Maurici.
Segons l'enciclopèdia Suides, va escriure una Història de Bizanci que començava en el punt on l'havia deixat Agàties, és a dir, l'any 558, en col·laboració amb el seu germà. El seu nom podria ser també Heròdor o Heliodor, com transmeten els manuscrits més antics.